# Serui
Serui – miasto w Indonezji w prowincji Papua. Jest ośrodkiem administracyjnym kabupatenu Wyspy Yapen (Kepulauan Yapen).